# Clifford Harmon
Clifford Burke Harmon född 1 juli 1866 i Urbana Ohio död 25 juni 1945 i Cannes Frankrike, var en amerikansk byggmästare flyg och luftballongspionjär.
Harmon skapade sig en förmögenhet genom att exploatera villa och bostadsområden runt New York, där flera platser namngavs efter honom liksom järnvägsstationen Croton-Harmon. Runt 1920 sålde han de sista tomterna i området Pelhamwood. 
Efter att ha provat ett antal olika motorsporter bestämde han sig 108 för att lära sig flyga luftballong, året efter räknades han till de högst rankade amatörballongförarna i USA. Han satte 1909 det amerikanska höjdrekordet i ballongflygning, det slogs först i mars 1923.
Han importerade ett Farman biplan från Frankrike som han placerade i Mineola där flyglegenderna Curtiss, bröderna Wright Louis Bergdoll och Claude Grahame-White. Efter att han fått flyginstruktioner av de andra piojärflygarna tränade han oavbrutet vid flygfältet och utomlands. Han blev den första amatörflygaren som erhöll flygcertifikat nr 6 från Aero Club of America (de fem före honom var yrkesflygare eller flygplanskonstruktörer).
Som flygare satsade han hela tiden på att slå olika flygrekord, han blev den första flyga över Long Island 1910 samma år genomförde han en flygning som varade i en timme och fem minuter i ett Farman plan över Garden City Aviation Field därmed var han amerikansk mästare med längsta tid i luften. Kort tid därefter slog han både det amerikanska distansrekordet och uthållighetsrekordet genom att med ett Curtiss biplan flyga två timmar och tre minuter över Mineola då han tvingades avbryta på grund av bränslebrist. Han havererade första gången 11 juli 1910 när han försökte flyga från Garden City på Long Island till Greenwich i Connecticut för att besöka sin svärfar Elias Cornelius Benedict. Han räddas genom att han och flygplanet föll ner i en skogsdunge.  
Under första världskriget tjänstgjorde han som major i Signal Corps flygande avdelning, han befordrades senare till överste. Hans största bidrag som militär blev att utbilda piloter och leda forskningen i nya flygplanstyper. Redan 1910 hade han utfört ett experiment med att släppa bomber från flygplan inför en grupp marinofficerare utanför Long Island.
Efter kriget bildade han 1925 organisationen Ligue Internationale des Aviateurs i Paris, där han även blev organisationens första ordförande. 1926 blev han sponsor för Harmontrofén som årligen tilldelar en aviator som utfört en bedrift under året en utmärkelse. 
I sitt privatliv gifte han sig 1905 med Louise Adele Benedict, äktenskapet fungerade inte och han såg en utväg att komma bort från henne genom att söka sig till armén. 1916 for han till Europa för att tjänstgöra i Signal Corps flygande avdelning, när freden kom bosatte han sig i Frankrike. Louise Adele ansökte 1924 om skilsmässa som förhandlingana drog ut på tiden och den verkställdes först 1929.